# 毛薄叶冬青
毛薄叶冬青（学名：Ilex fragilis f. kingii）为冬青科冬青属薄叶冬青下的一个变型。

## 扩展阅读
- 維基物種上的相關：毛薄叶冬青